# Karin Olsson
Karin Sigrid Olsson (Sundsvall, 23 de noviembre de 1961) es una deportista sueca que compitió en piragüismo en la modalidad de aguas tranquilas. Ganó dos medallas de bronce en el Campeonato Mundial de Piragüismo en los años 1981 y 1982.
Participó en los Juegos Olímpicos de Moscú 1980, donde finalizó quinta en la prueba de K2 500 m.

## Palmarés internacional
| Campeonato Mundial | Campeonato Mundial       | Campeonato Mundial | Campeonato Mundial |
| Año                | Lugar                    | Medalla            | Evento             |
| ------------------ | ------------------------ | ------------------ | ------------------ |
| 1981               | Nottingham (Reino Unido) | Medalla de bronce  | K4 500 m           |
| 1982               | Belgrado (Yugoslavia)    | Medalla de bronce  | K2 500 m           |